# Mellanblödning
Mellanblödning eller metrorragi är en liten blödning från slidan mellan menstruationerna. Blödningen kan, beroende på orsak, vara som en blodblandad (brun) flytning eller mera menstruationsliknande.
Vissa kvinnor får regelbundet, ofta, eller ibland blödningar vid ägglossning, vilket beror på de ändrade hormonnivåerna och inte är farligt. P-piller kan för somliga ge mellanblödningar. Det kan förekomma tidigt i en graviditet (första trimestern), vilket då kallas nidblödning, men kan vara ett tecken på druvbörd, missfall eller utomkvedshavandeskap. 
Mellanblödningar kan också vara ett symtom på en sjukdom. Vanliga sjukdomar som kan yttra sig i mellanblödningar är äggledarinflammation och vissa könssjukdomar. Vissa hormonsjukdomar kan yttra sig i förändrat menstruationsmönster, till exempel mellanblödningar. Vidare kan förändringar i livmodern ge mellanblödningar, såsom endometrios, myom och livmoderscancer.
Kvinnor som passerat menopausen (6 månader sedan sista mensen) som får en olaga blödning bör uppsöka vård. För flickor i puberteten, hos vilka hormonnivåerna ännu inte stabiliserats, är mellanblödningar mera förväntade.

## Koitusblödning
I synnerhet yngre kvinnor kan få blödningar i anslutning till samlag, så kallad koitusblödning. Hos äldre kvinnor är det oftare ett sjukdomstecken än hos yngre; hos yngre beror det ofta på att livmoderhalsen kan börja blöda om den stöts emot, men det kan också vara ett tecken på exempelvis en könssjukdom. Hos äldre kvinnor är atrofi av vaginan eller torrhet en vanlig orsak till koitusblödning. Koitusblödning kan oavsett ålder behöva utredas av sjukvården.